# Duli Pengiran Muda Mahkota Football Club
Il Duli Pengiran Muda Mahkota Football Club, meglio noto come DPMM FC o semplicemente come DPMM, è una società calcistica bruneiana con sede nella città di Bandar Seri Begawan. Milita nella Premier League singaporiana.

## Storia
Il club è stato fondato nel 1994 da un gruppo di studenti di un college, nel 2000 ha ottenuto lo status di club professionistico. Il DPMM ha giocato alla massima serie locale nei primi anni 2000, vincendo il titolo nel 2002 e nel 2004. Più tardi il club decise di "trasferirsi" in Malaysia e ha partecipato alla seconda divisione malaysiana come squadra straniera nella stagione 2005-2006. Dopo aver ottenuto la promozione nella massima serie malaysiana (il livello più alto del calcio malaysiano) al termine della sua prima stagione nel calcio malaysiano, ha terminato rispettivamente al terzo e decimo posto nelle due stagioni successive in massima serie. Alla fine il club decise di ritirarsi dal campionato malaysiano e si è unito alla massima serie singaporiana di Singapore per la stagione 2009. Nonostante la vittoria della Singapore League Cup, fu costretto a ritirarsi dal campionato cinque partite prima della fine della stagione dopo che la FIFA ha sospeso la Federcalcio locale per interferenze governative nei suoi affari, impedendo così alle squadre del Brunei di prendere parte alle competizioni internazionali. Tutti i risultati del club nel campionato sono stati quindi cancellati. Alla fine della sospensione, sono rientrati nella S.League e hanno vinto il titolo nel 2015, dopo esserci andati vicini nel 2014.
Il DPMM è di proprietà del principe ereditario del Brunei Al-Muhtadee Billah, che in precedenza aveva giocato come portiere della squadra, ed è allenata da Adrian Pennock per la stagione 2019.

## Palmarès

### Competizioni nazionali
- Brunei Super League: 3

2002, 2004, 2019
- Singapore Premier League: 2

2015, 2019
- Coppa di Lega di Singapore: 3

2009, 2012, 2014

### Altri piazzamenti
- Brunei Super League:

Secondo posto: 2003
- Malaysia Super League:

Terzo posto: 2006-2007
- Malaysia Premier League:

Terzo posto: 2005-2006
- Singapore Premier League:

Secondo posto: 2012, 2014
Terzo posto: 2016, 2018
- Coppa di Lega di Singapore:

Finalista: 2013, 2016

## Organico

### Rosa
Aggiornata al 24 febbraio 2023.
| N. |                        | Ruolo | Calciatore             |
| -- | ---------------------- | ----- | ---------------------- |
| 1  | Brasile (bandiera)     | P     | Emerson                |
| 2  | Brunei (bandiera)      | D     | Wafi Aminuddin         |
| 3  | Brunei (bandiera)      | D     | Abdul Mu'iz Sisa       |
| 4  | Brunei (bandiera)      | C     | Hanif Farhan Azman     |
| 5  | Inghilterra (bandiera) | D     | Charlie Clough         |
| 6  | Brunei (bandiera)      | C     | Azwan Saleh            |
| 7  | Brunei (bandiera)      | C     | Azwan Ali Rahman       |
| 8  | Brunei (bandiera)      | C     | Hendra Azam Idris      |
| 9  | Brunei (bandiera)      | A     | Abdul Azizi Ali Rahman |
| 10 | Bielorussia (bandiera) | A     | Andrėj Varankoŭ        |
| 11 | Brunei (bandiera)      | C     | Najib Tarif            |

| N. |                   | Ruolo | Calciatore               |
| -- | ----------------- | ----- | ------------------------ |
| 13 | Brunei (bandiera) | D     | Suhaimi Anak Sulau       |
| 14 | Brunei (bandiera) | D     | Helmi Zambin             |
| 15 | Brunei (bandiera) | C     | Hazwan Hamzah            |
| 17 | Brunei (bandiera) | A     | Hakeme Yazid Said        |
| 18 | Brunei (bandiera) | A     | Razimie Ramlli           |
| 19 | Brunei (bandiera) | C     | Nur Ikhwan Othman        |
| 21 | Brunei (bandiera) | D     | Abdul Aziz Tamit         |
| 22 | Brunei (bandiera) | A     | Shah Razen Said          |
| 23 | Brunei (bandiera) | D     | Awangku Yura Indera      |
| 24 | Spagna (bandiera) | D     | Ángel Martínez Ortega    |
| 25 | Brunei (bandiera) | P     | Wardun Yussof (capitano) |